# Du feu de l'enfer
 (septembre 2017).
Si vous disposez d'ouvrages ou d'articles de référence ou si vous connaissez des sites web de qualité traitant du thème abordé ici, merci de compléter l'article en donnant les références utiles à sa vérifiabilité et en les liant à la section « Notes et références ».
Du feu de l'enfer est un thriller écrit par l'écrivain français Cédric Sire, publié en mars 2017 aux éditions Presses de la Cité.

## Résumé
Manon Virgo est thanatopractrice. La mort est son métier. Elle entretient des rapports tendus avec son frère Ariel, véritable boulet qui vient régulièrement lui pourrir la vie en cherchant de l’aide auprès d’elle pour se sortir des magouilles dans lesquelles il trempe.
Cette fois-ci, la fragile et dévouée petite Manon est bien décidée à le laisser se débrouiller seul après l’avoir hébergé une ultime nuit. Mais c’était sans compter sur la macabre découverte du lendemain matin. De plus, il semblerait qu’Ariel soit allé jouer dans la cour des grands sans le savoir en se frottant d’un peu trop près à une secte diabolique. Alors que les assassinats les plus sordides s'accumulent autour d'eux, Ariel entraîne Manon malgré elle dans une spirale infernale et sanglante, dans une fuite sans répit. Seul le capitaine de police Franck Raynal est disposé les aider.

## Éditions imprimées
- Première édition en grand format, (fr) Du feu de l'enfer, Presses de la Cité, 2017, 560 p.  (ISBN 978-2258115699)
- Édition club, Du feu de l'enfer, Éditions France Loisirs, 2018
- Édition de poche, Du feu de l'enfer, Pocket, 2018
- Édition de poche, Du feu de l'enfer, Le Livre de poche, 2023

## Livre audio
- Du feu de l'enfer, Audible, 2017